# کووید ۱۹
بیماری کروناویروس ۲۰۱۹ (کووید-۱۹) بیماری واگیرداری است که بر اثر کروناویروس سندرم حاد تنفسی ۲ ایجاد می‌شود. در ژانویه ۲۰۲۰، این بیماری در سراسر جهان گسترش یافت و منجر به دنیاگیری کووید-۱۹ شد.
علائم کووید-۱۹ متنوع است اما اغلب شامل تب، خستگی، سرفه، مشکلات تنفسی، از دست دادن حس بویایی و چشایی می‌شود. علائم ممکن است یک تا چهارده روز پس از تماس با ویروس ظاهر شوند. دست‌کم یک‌سوم افراد آلوده هیچ علائم قابل‌توجهی نشان نمی‌دهند. از میان کسانی که علائم قابل‌توجهی دارند و به‌عنوان بیمار شناخته می‌شوند، بیشترشان (۸۱٪) علائم خفیف تا متوسط (تا حد سینه‌پهلو خفیف) را تجربه می‌کنند، ۱۴٪ دچار علائم شدید (تنگی نفس، کمبود اکسیژن یا درگیری بیش از ۵۰٪ ریه در تصویربرداری) و ۵٪ دچار علائم بحرانی (نارسایی تنفسی، شوک یا اختلال عملکرد اندام) می‌شوند. افراد مسن‌تر در معرض خطر بیشتری برای بروز علائم شدید هستند. برخی عوارض ممکن است منجر به مرگ شوند. برخی افراد ماه‌ها یا سال‌ها پس از ابتلا، طیف وسیعی از اثرات (کووید مزمن) را تجربه می‌کنند، و آسیب به اندام‌ها مشاهده شده است. مطالعات چندساله دربارهٔ اثرات بلندمدت این بیماری در حال انجام است.
انتقال کووید-۱۹ زمانی رخ می‌دهد که ذرات عفونی ویروس استنشاق شوند یا با چشم، بینی یا دهان تماس پیدا کنند. خطر انتقال در شرایطی که افراد در نزدیکی یکدیگر هستند، بیشتر است. با این حال، ذرات ریز معلق در هوا که حاوی ویروس هستند، می‌توانند در محیط‌های بسته در هوا باقی بمانند و مسافت‌های طولانی‌تری را طی کنند. همچنین، انتقال می‌تواند از طریق تماس دست‌ها با چشم، بینی یا دهان پس از لمس سطوح یا اشیاء آلوده به ویروس رخ دهد. افراد تا ۲۰ روز می‌توانند ناقل ویروس باشند و حتی در صورت عدم بروز علائم، قادر به انتشار ویروس هستند.
برای تشخیص نوکلئیک اسید ویروس کووید-۱۹، از روش‌هایی مانند واکنش زنجیره‌ای پلیمراز معکوس در زمان واقعی (RT-PCR), تقویت واسطه‌ای رونویسی (TMA) و تقویت ایزوترمال واسطه‌ای حلقه معکوس (RT-LAMP) استفاده می‌شود که نمونه‌گیری معمولاً از طریق سواب نازوفارنکس (حلق و بینی) انجام می‌شود.
چندین واکسن کووید-۱۹ در کشورهای مختلف تأیید شده و توزیع گردیده‌اند، و بسیاری از کشورها برنامه‌های گسترده واکسیناسیون را آغاز کرده‌اند. سایر اقدامات پیشگیرانه شامل رعایت فاصله‌گذاری فیزیکی یا اجتماعی، قرنطینه، تهویه مناسب فضاهای بسته، استفاده از ماسک یا پوشش صورت در اماکن عمومی، پوشاندن دهان و بینی هنگام سرفه و عطسه، شستن دست‌ها و اجتناب از تماس دست‌های نشسته با صورت است. اگرچه داروهایی برای مهار ویروس ساخته شدند، درمان اصلی بر مدیریت و تسکین علائم بیماری متمرکز است و شامل درمان حمایتی، جداسازی بیمار و اقدامات تجربی می‌شود.
نخستین مورد شناخته‌شده کووید-۱۹ در دسامبر ۲۰۱۹ در شهر ووهان چین شناسایی شد. بیشتر دانشمندان معتقدند که ویروس سارس-کوو-۲ از طریق انتقال طبیعی از حیوان به انسان (زئونوز) وارد جمعیت انسانی شده است، مشابه آنچه در اپیدمی‌های سارس-کوو-۱ و مرس-کوو رخ داد و با سایر بیماری‌های همه‌گیر در تاریخ بشریت سازگار است. عوامل اجتماعی و زیست‌محیطی مانند تغییر اقلیم، تخریب اکوسیستم‌های طبیعی و تجارت حیات وحش، احتمال وقوع چنین انتقال‌های زئونوتیک را افزایش داده‌اند.

## نام‌شناسی
در طول شیوع اولیه در ووهان، ویروس و بیماری معمولاً به‌عنوان «کروناویروس» و «کروناویروس ووهان» شناخته می‌شدند و گاهی بیماری «پنومونی ووهان» نامیده می‌شد. در گذشته، بسیاری از بیماری‌ها بر اساس مکان‌های جغرافیایی نام‌گذاری شده‌اند، مانند آنفلوانزای اسپانیایی، نشانگان تنفسی خاورمیانه و ویروس زیکا. در ژانویه ۲۰۲۰، سازمان جهانی بهداشت نام‌های موقت 2019-nCoV برای ویروس و بیماری تنفسی حاد 2019-nCoV را بر اساس دستورالعمل‌های سال ۲۰۱۵ و استانداردهای بین‌المللی پیشنهاد کرد که استفاده از نام مکان‌های جغرافیایی یا گروه‌های انسانی در نام‌گذاری بیماری‌ها و ویروس‌ها را به‌منظور جلوگیری از انگ اجتماعی منع می‌کند. نام‌های رسمی کووید-۱۹ و سارس-کوو-۲ در ۱۱ فوریه ۲۰۲۰ توسط سازمان جهانی بهداشت اعلام شدند، که کووید-۱۹ مخفف «بیماری کروناویروس ۲۰۱۹» است. سازمان جهانی بهداشت همچنین در ارتباطات عمومی از عبارات «ویروس کووید-۱۹» و «ویروس عامل کووید-۱۹» استفاده می‌کند.

## علائم
| علائم                   | درصد مبتلایان |
| ----------------------- | ------------- |
| تب                      | ۸۷٫۹          |
| سرفه                    | ۶۷٫۷          |
| خستگی                   | ۳۸٫۱          |
| تولید خلط سینه          | ۳۳٫۴          |
| نابویایی                | ۳۰ تا ۶۶      |
| تنگی نفس                | ۱۸٫۶          |
| درد عضلانی یا درد مفاصل | ۱۴٫۸          |
| گلودرد                  | ۱۳٫۹          |
| سردرد                   | ۱۳٫۶          |
| لرز                     | ۱۱٫۴          |
| حالت تهوع یا استفراغ    | ۵٫۰           |
| گرفتگی بینی             | ۴٫۸           |
| اسهال                   | ۳٫۷ تا ۳۱     |
| خلط خونی                | ۰٫۹           |
| ازدحام ملتحمه           | ۰٫۸           |

بیماری‌زایی این ویروس، دستگاه تنفس را تحت تأثیر قرار می‌دهد، و علایمی مشابه سرماخوردگی ساده را ایجاد می‌کند.
علایم ویروس کرونا شامل: اختلالات تنفسی، آبریزش بینی، سرفه خشک، سرگیجه، گلودرد و بدن درد است که می‌تواند با سردرد و تب نیز همراه باشد و تا چند روز به طول می‌انجامد. در افرادی با نقص دستگاه ایمنی، افراد مسن و کودکان این علایم می‌تواند شدیدتر شده و منجر به سینه‌پهلو و برونشیت شود.
علائم کرونا ویروس سارس۲ که منجر به بیماری کووید ۱۹ می‌شود، معمولاً چند روز پس از آلوده شدن فرد به ویروس شروع می‌شود. اما در بعضی افراد ممکن است علائم کمی دیرتر ظاهر شوند. براساس آمارها و تحقیقات انجام شده علائم می‌توانند شامل:
تب (در۴۳/۸ درصد افراد هنگام پذیرش و ۸۸/۷ درصد افراد هنگام بستری)، سرفه خشک (در ۶۷/۸ درصد موارد)، اختلال تنفسی، احساس خستگی و درد عضلانی (در ۱۱ تا ۱۴٪ موارد) و اسهال (در ۳٫۸ درصد موارد) باشند. به‌طور متوسط دورهٔ نهفتگی علائم، چهار روز بوده است. در ۵۶/۴ درصد موارد، کدورت شیشه مات در سی‌تی اسکن قفسه سینه دیده شده است. ۱۷/۹ درصد از بیماران با بیماری غیر شدید و ۲/۹ درصد از بیماران با علائم شدید، هیچگونه مشکلی را در رادیولوژی یا سی‌تی اسکن خود نشان نداده‌اند. در هنگام پذیرش، لنفوپنی (کاهش تعداد لنفوسیت‌های در گردش خون) در ۸۳/۲ درصد افراد مشاهده شده است.در مقایسه با آنفلوانزا، درصد بیشتری از بیماران کووید۱۹ درگیری ریوی را در سی‌تی اسکن خود نشان داده‌اند.
برخی از افراد هیچ علامتی ندارند، یا فقط علائم خفیف دارند. اما در افراد دیگر، کووید ۱۹ می‌تواند منجر به مشکلات جدی مانند سینه‌پهلو، عدم دریافت اکسیژن کافی و حتی مرگ شود. این نشانه‌ها بیشتر در افرادی که مشکلات زمینه‌ای دیگری دارند، دیده می‌شود.

## منشأ

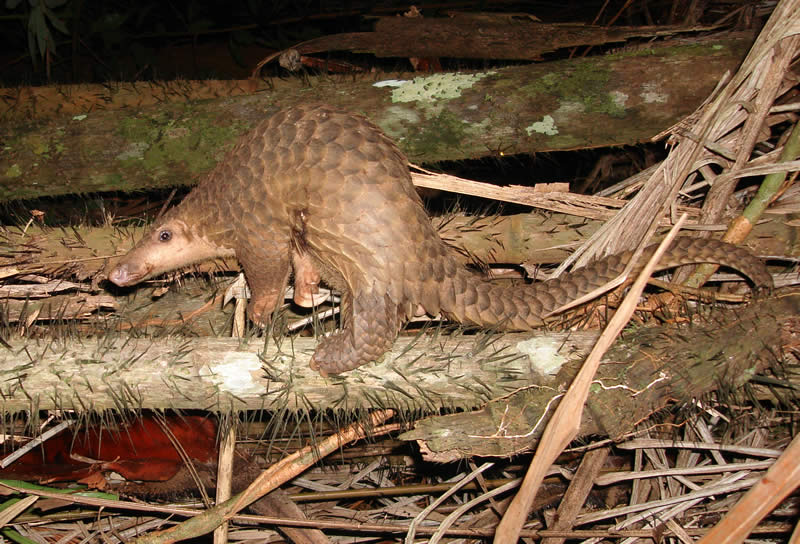
پولک‌پوست سوندا، عامل احتمالی شیوع بیماری کروناویروس ۲۰۱۹

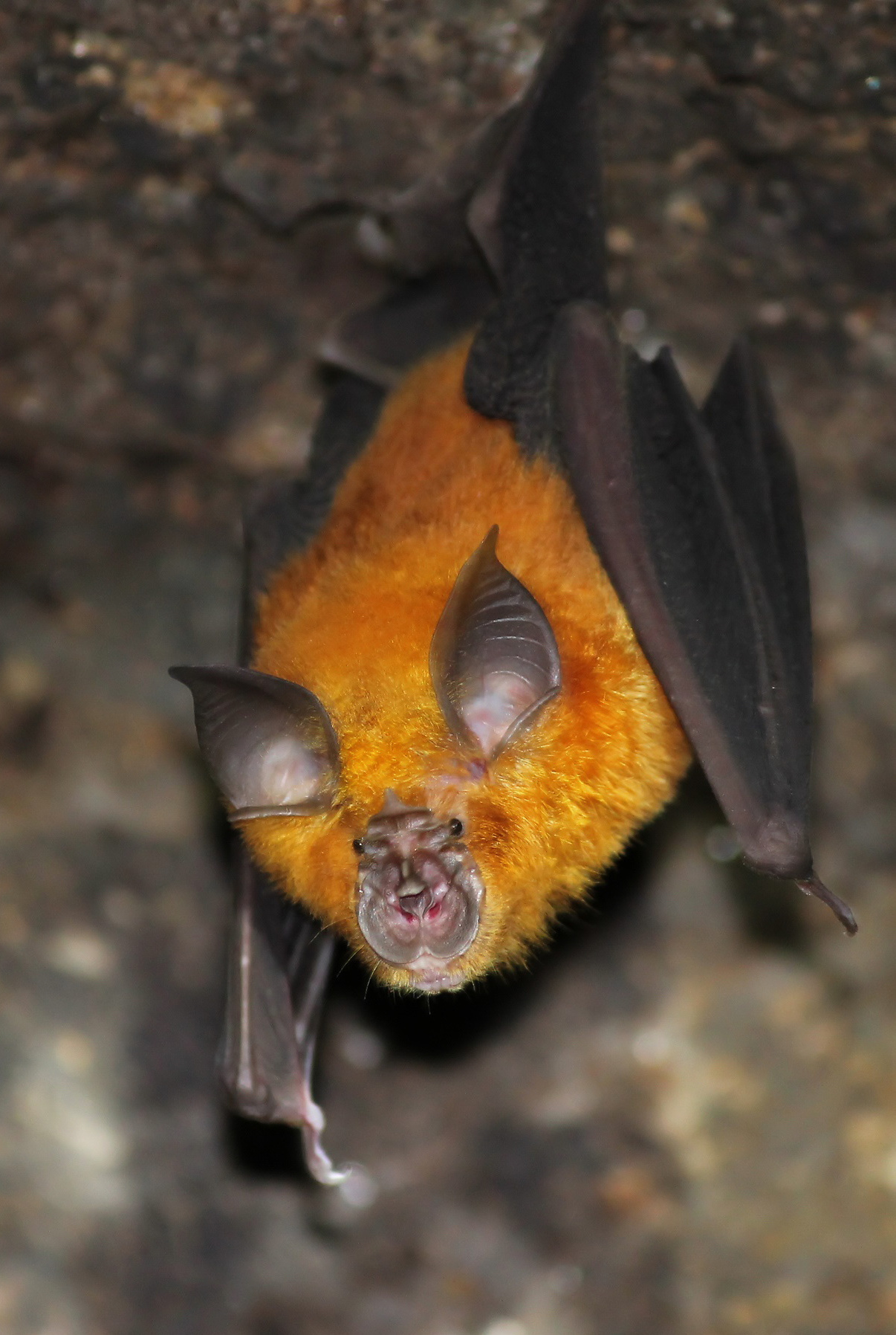
خفاش‌های نعل‌بینی یکی از منابع طبیعی احتمالی برای ویروس Sars-Cov-2 است.

گمان می‌رود که حیوانات فروخته شده برای غذا منشأ یا واسطه این ویروس باشند، زیرا بسیاری از نخستین کسانی که مبتلا شدند کارگرانی در بازار غذاهای دریایی هوانان بودند. در نتیجه، آنها در معرض تماس بیشتر با حیوانات قرار داشتند. بازاری که با فروش حیوانات زنده برای غذا نیز در شیوع سارس در سال ۲۰۰۳ مقصر شناخته شد. چنین بازارهایی برای عوامل بیماری‌زای جدید به عنوان انکوباتور در نظر گرفته می‌شوند. این شیوع باعث تحریم موقت تجارت و مصرف حیوانات وحشی در چین شده است. با این حال، برخی محققان گفته‌اند، که بازار غذاهای دریایی هوانان ممکن است منبع اصلی انتقال ویروس به انسان نباشد. با این‌که تحقیقات اخیر در چین نشان می‌دهد که خفاش می‌تواند منشأ احتمالی این ویروس باشد، مصرف سوپ خفاش چندان در این کشور متداول نیست، و تحقیقات دربارهٔ منشأ دقیق این ویروس ادامه دارد.
دکتر علی هرندی فوق دکتری واکسن‌شناسی، و استاد ایمونولوژی بالینی و رئیس گروه تحقیقات ایمنی و واکسن در دانشگاه گوتنبرگ سوئد، و عضو هیئت علمی در انستیتو تحقیقات بیمارستان کودکان BC و دانشگاه بریتیش کلمبیا در گفتگویی با پلاک ۵۲ می‌گوید، که شکل‌گیری و گسترش بیماری‌های واگیردار جدید نظیر سارس، مِرس، زیکا، ابولا و اخیراً Covid-19 تا حد زیادی نتیجه دست اندازی افسار گسیخته بشر به طبیعت و اختلال در اکوسیستم است، که یکی از نتایج مخرب آن، دور کردن حیوانات وحشی از زیستگاه‌های طبیعی خود بوده است. در نتیجه میکروب‌ها و ویروس‌هایی که در جریان میلیون‌ها سال تکامل به صورت همزیستی با این حیوانات وحشی زندگی می‌کرده‌اند، نیاز به میزبان جدیدی پیدا کرده که این خود باعث می‌شود در ماده ژنتیکی آن‌ها جهش‌های بی شماری رخ دهد، و این امکان را برایشان فراهم سازد تا سلول‌های انسانی را آلوده ساخته و موجب بیماری‌های جدید و ناشناخته در انسان شوند. شکل‌گیری و شیوع این بیماری‌های جدید -به ویژه بیماری‌های با منشأ ویروسی- در انسان در آینده نه احتمال، بلکه یک واقعیت است.
با انجام توالی‌یابی دی‌ان‌ای به تعداد کافی، و تهیهٔ یک درخت تبارزایی بررسی منشأ و تاریخچهٔ جهش و تغییر و تحولات ویروس‌ها امکان‌پذیر است. پس از انجام تحقیقات در مورد منشأ شیوع سارس در سال ۲۰۰۳، ویروسی بیماری‌زا در خفاش‌های نعل‌بینی، به‌عنوان منبع طبیعی و منشأ اولیهٔ ویروس سارس معرفی شد. با مقایسهٔ ژنوم ویروس کووید ۱۹ انسانی با ژنوم کروناویروس خفاش، شباهت ۸۰ درصدی بین ژنوم این دو ویروس مشاهده شد، در حالی‌که ویروس سارس، تا ۹۶ درصد با ویروس خفاش، شباهت داشت. این میزان از تفاوت، نشان می‌داد که احتمالاً یک جانور میزبان حدواسط بین خفاش و انسان برای ویروس کووید ۱۹ وجود دارد. در ۲۷ مارس ۲۰۲۰، دانشمندان اعلام کردند که کروناویروس گونه‌ای از پولک‌پوست‌ها (پانگولین‌ها) میزبان حدواسط و منشأ شیوع کووید ۱۹ بوده است.
ویروس‌های مشابه با عامل بیماری که باعث ایجاد بیماری دنیاگیر شده، در پولک‌پوست‌های قاچاق یافت شده است. به‌طوری‌که دانشمندان هشدار داده‌اند که پستانداران پولک‌دار برای جلوگیری از شیوع کروناویروس دیگری در آینده، لازم است که در بازار حیوانات ممنوع شوند.
مطالعه‌ای در دانشگاه سیدنی نشان داده که کروناویروس سندرم حاد تنفسی ۲، ویروسی که باعث کووید ۱۹ می‌شود، دارای شباهت ژنتیکی با سویه‌های مختلفی از کروناویروسی است، که در حال حاضر جمعیت پولک‌پوست سوندا (پانگولین مالایی) در جنوب چین را آلوده کرده است. این تحقیق که در مجله نیچر منتشر شده، هشدار می‌دهد که «دست زدن به این حیوانات، به احتیاط قابل توجهی نیازمند است».

## انتشار
ویروس در ابتدا از تماس حیوان به انسان منتقل شده است. ویروس مرس از شتر به انسان و ویروس سارس از نوعی گربه به انسان انتقال یافته بودند. در مورد ویروس جدید هنوز منشأ احتمالی به صورت دقیق مشخص نیست.
انتقال انسان به انسان معمولاً زمانی اتفاق می‌افتد که شخصی با مایعات ترشحی شخص آلوده (مثلاً قطرات سرفه) در تماس باشد. بسته به بیماریزایی ویروس، سرفه، عطسه و دست دادن می‌تواند سبب انتقال شود. تماس با لوازم و اشیایی که شخص آلوده لمس کرده است نیز می‌تواند باعث انتقال بیماری شود.

### هوا
۲۳۹ دانشمند در نامه‌ای سرگشاده به سازمان جهانی بهداشت گفتند، که شواهدی وجود دارد که نشان می‌دهد، کروناویروس جدید به اندازه‌ای کوچک است، که می‌تواند از طریق هوا جابجا شده و مردم را آلوده کند.
هشدار ۲۳۹ نفر از دانشمندان از ۳۲ کشور جهان دربارهٔ انتقال نوع جدید ویروس کرونا از طریق ذرات ریز در هوا در حالی مطرح شد، که سازمان جهانی بهداشت تا آن زمان، راه انتقال اصلی این ویروس را قطرات تنفسی ریزی که از بینی و دهان فرد مبتلا خارج می‌شود اعلام کرده بود.

## تشخیص

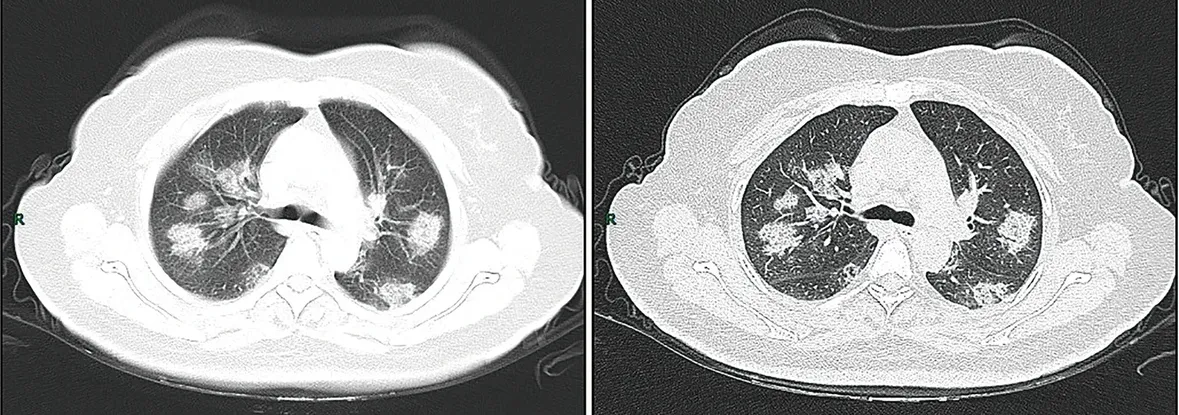
پیشرفت سریع بیماری در سی تی اسکن ریه

سازمان جهانی بهداشت پروتکل‌های متعددی برای آزمایش این بیماری منتشر کرده است. شیوه استاندارد تشخیصی، انجام آزمایش واکنش زنجیره‌ای پلیمراز رونوشت بردار معکوس بی‌درنگ (rRT-PCR) است. این آزمایش از طریق نمونه‌های تنفسی تهیه شده از روش‌های گوناگون از جمله سواب حلقی یا نمونهٔ خلط سینه انجام شود. نتایج عموماً ظرف چند ساعت تا دو روز قابل دسترسی است. آزمایش خون را هم می‌توان مورد استفاده قرار داد، ولی برای این کار دو نمونه خون که با فاصله دو هفته از هم گرفته شده باشند مورد نیاز است، و نتایج ارزش فوری چندانی ندارند.دانشمندان چینی توانستند یک سویهٔ کروناویروس را جداسازی کرده و توالی اسید نوکلئیک را منتشر کنند تا آزمایشگاه‌ها در سطح جهان بتوانند به‌طور مستقل آزمایش‌های واکنش زنجیره‌ای پلیمراز (PCR) برای تشخیص عفونت ناشی از ویروس را توسعه دهند.

## پیشگیری

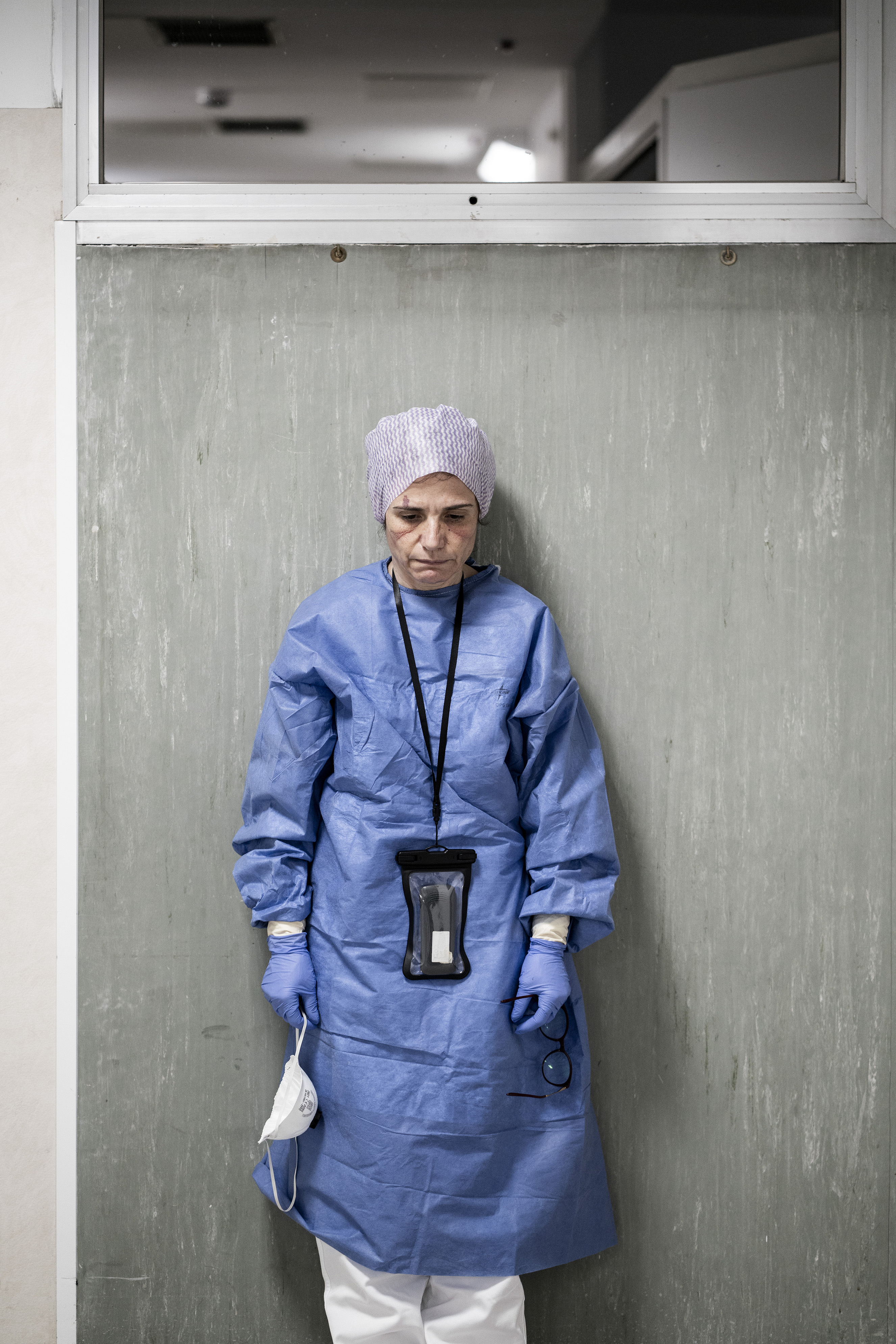
نگاره‌ای از مارگاریتا لامبرتینی، جراح بخش اورژانس، پس از یک شیفت کاری دوازده ساعته در مبارزه‌ای خسته‌کننده برای نجات جان بیماران مبتلا به بیماری کووید-۱۹ در بیمارستانی در پزارو، ایتالیا.

## اثربخشی ورزش
نشان داده شده است هشت هفته تمرینات پیلاتس و پیلاتس در آب در افرادی که بیماری کرونا را همراه با درگیری شدید ریوی تجربه کردند به شکل معناداری عملکرد ریوی و کیفیت زندگی آنها را بهبود بخشیده است.

### واکسیناسیون
در ۱۰ ژانویهٔ ۲۰۲۰، توالی ژنتیکی کامل کروناویروس سندرم حاد تنفسی ۲، عامل کووید-۱۹ توسط GISAID منتشر شد. تا ۱۹ مارس، چندین شرکت دارویی در سراسر جهان تصمیم خود جهت تولید واکسن علیه این بیماری را اعلام کردند.
روسیه نخستین کشوری است که رسماً نخستین واکسن کووید-۱۹ را به نام خود ثبت کرده است. از نظر برخی محققان اما این امر بسیار شتاب‌زده بوده و نتایج کارآزمایی بالینی آن هنوز مشخص نبود. پوتین فرمان داد تا این واکسن مورد استفاده همگان قرار گیرد. رسانه‌های روسی نام واکسن روسی را «اسپوتنیک وی» عنوان کرده‌اند. پس از روسیه شرکت‌های دارویی فایزر و بیوان‌تک نیز خبر موفقیت‌آمیز بودن آزمایش اولیه واکسن کووید-۱۹ تولیدی خود را اعلام کردند. این واکسن که به صورت مشترک توسط شرکت‌های فایزر و بیوان‌تک ساخته شد، واکسن کووید-۱۹ فایزر–بیوان‌تک نام گرفت. نتایج اولیه داده‌ها نشان داد که دو بار تزریق واکسن به فاصله زمانی سه هفته، بیش از ۹۰ درصد متقاضیان را در برابر کووید-۱۹ ایمن ساخته است. بعد از فایزر و بیوان‌تک شرکت مدرنا نیز خبر موفقیت‌آمیز بودن فاز انسانی واکسن کرونای خود را منتشر کرد. واکسن فایزر و مدرنا، هردو برپایهٔ آران‌ای پیام‌رسان (mRNA) طراحی شده‌اند و از مواد ژنتیکی برای تولید پادتن در برابر ویروس استفاده می‌کند. این واکسن‌ها نخستین واکسن‌های ام‌آران‌ای هستند که وارد بازار دارویی در جهان شده‌اند. در تاریخ ۲۱ دسامبر ۲۰۲۰ واکسن‌های مدرنا و فایزر توانستند مجوز سازمان غذا و داروی آمریکا را برای استفاده در شرایط اضطراری دریافت کرده و وارد بازار دارویی آمریکا بشوند.
تاکنون چندین واکسن کووید-۱۹ از جمله واکسن‌های آکسفورد-آسترازنکا، مدرنا، جانسون اند جانسون، فایزر–بیوان‌تک، اسپوتنیک وی و سینوفارم، مجوز ورود به بازار دارویی را دریافت کرده‌اند.
تا تاریخ ۱ سپتامبر ۲۰۲۱ حدود ۵٫۳۸ میلیارد دوز واکسن در سراسر دنیا تزریق شده است.
در ایران چندین گروه مختلف وابسته به وزارت دفاع و ستاد اجرایی فرمان امام با نام فخرا و نورا، مدعی فعالیت روی واکسن کرونا هستند.

### شستن مکرر دست‌ها و رعایت بهداشت
یکی از راه‌های پیشگیری از این بیماری، عدم تماس با افراد و اشیای آلوده است. عدم تماس دست به چشم، دهان و بینی و شستن دست‌ها به صورت مداوم با صابون حداقل به مدت ۲۰ ثانیه نیز در جلوگیری از ابتلا یا انتشار بیماری موثرند.

### استفاده از ماسک و پوشش صورت

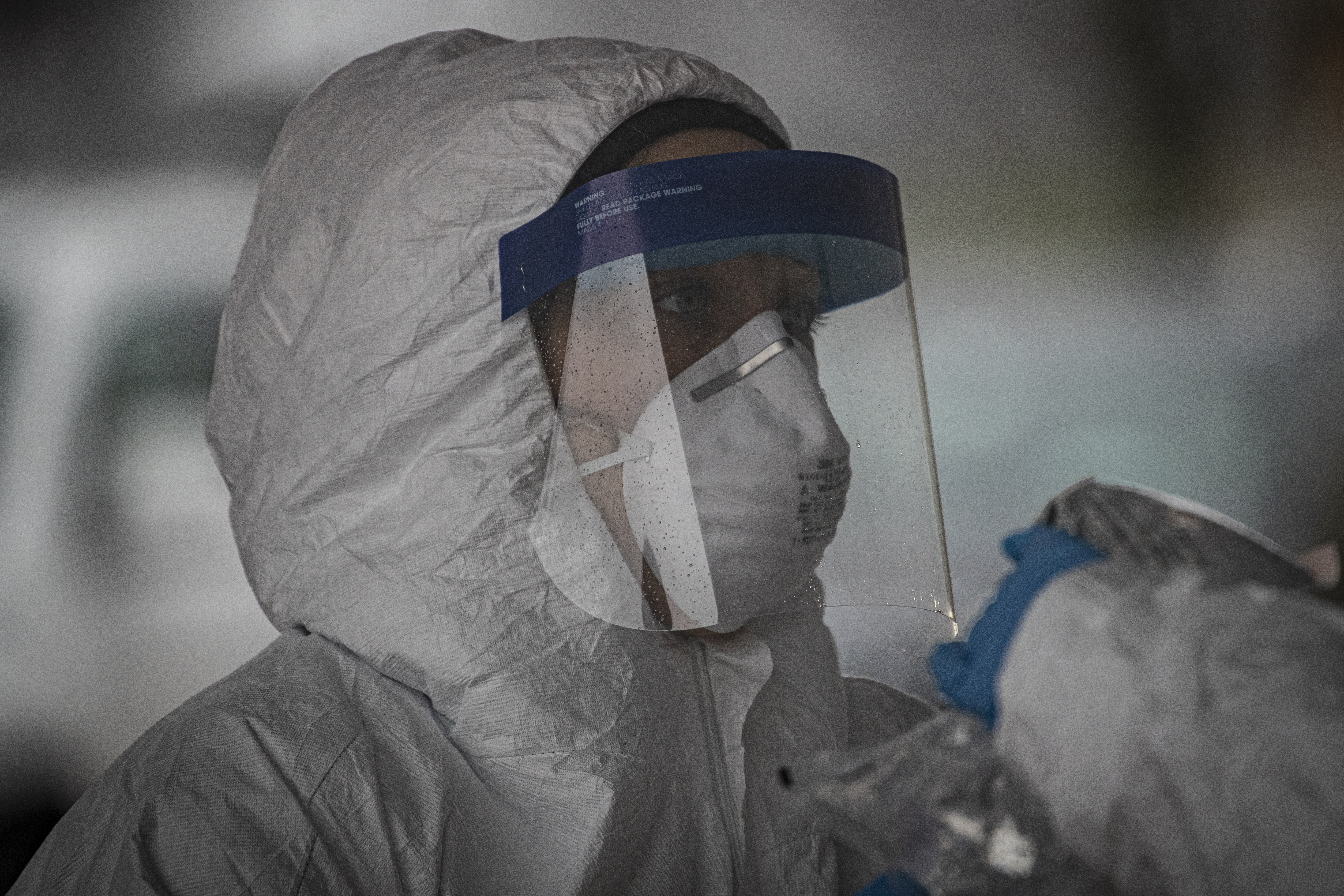
استفاده از ماسک و شیلد صورت توسط کادر پزشکی

سازمان جهانی بهداشت توصیه کرده است، که عموم مردم در محیط‌های عمومی و شلوغ و در تماس با بیماران، از ماسک‌های تنفسی ساده استفاده کنند. استفاده از ماسک و شیلد صورت و عینک‌های مخصوص برای کادر پزشکی و مشاغل مشابه، می‌تواند مفید باشد. مبتلایان به کووید-۱۹ نیز با استفاده از ماسک، می‌توانند از انتشار بیماری جلوگیری کنند. ماسک‌های یک بار مصرف باید به‌طور کامل روی دهان و بینی افراد را جهت پیشگیری پوشانده، و هر دو ساعت یک‌بار تعویض شوند، استفاده از دستکش لاتکس در محیط بیرون نیز مفید است.

### فاصله‌گذاری اجتماعی و پاک‌سازی سطوح
از افرادی که دچار سرفه و عطسه و آبریزش بینی هستند، حداقل دو متر باید فاصله داشت. سطوح مختلف، از جمله: کلیدها، و گوشی موبایل، و دستگیره‌های درها، و ماشین‌ها را مرتب با پد الکلی یا محلول‌های ضدعفونی‌کننده ضدعفونی کرد.

### رژیم غذایی و سبک زندگی سالم
تقویت دستگاه ایمنی بدن با مصرف مرکبات، خواب کافی، و ورزش، و همچنین خوردن مایعات، و ویتامین‌ها، در پیشگیری از ابتلا به کووید-۱۹ مؤثر است.

## درمان

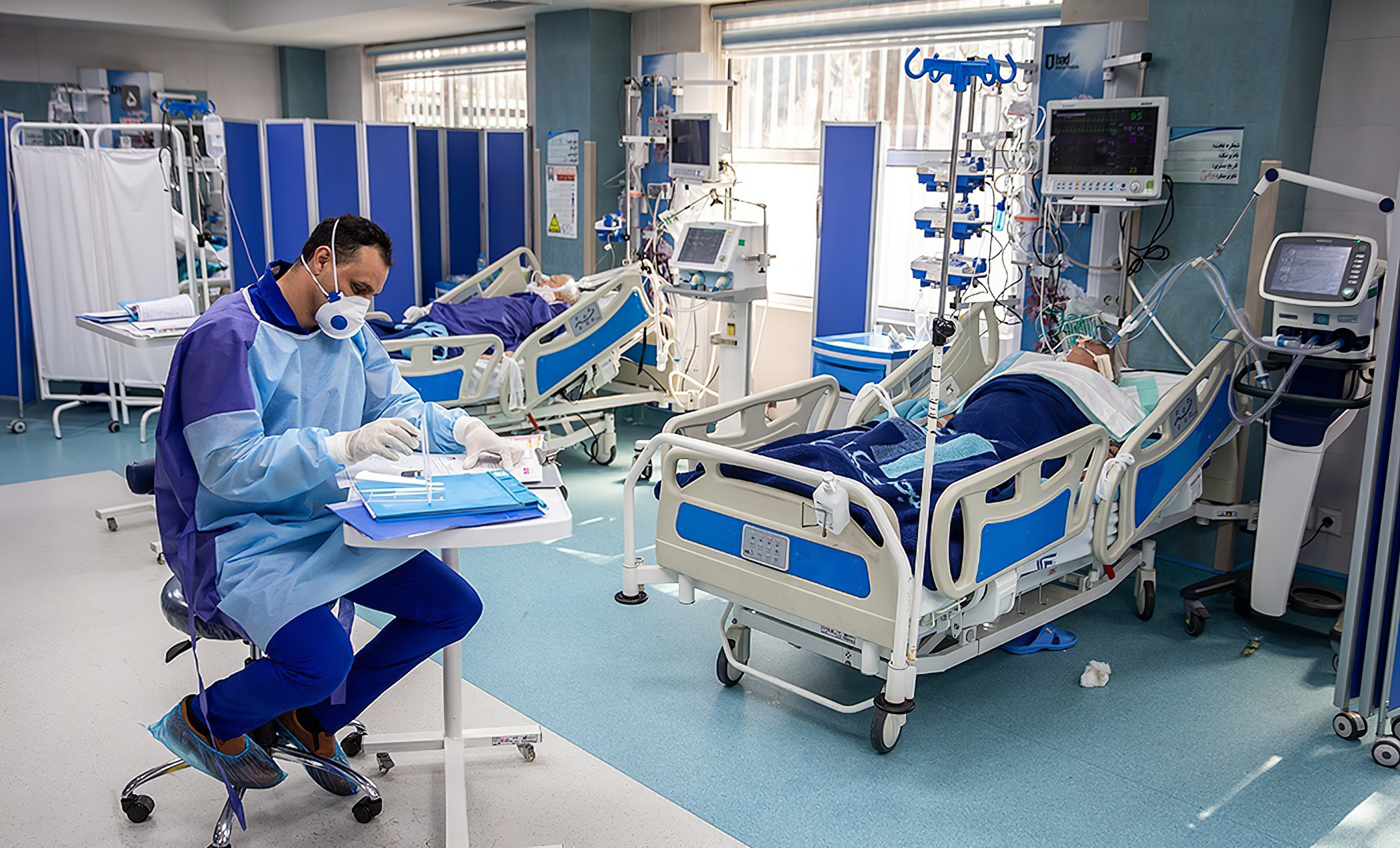
بخش ویژه بیماران کرونا در تهران بیمارستان امام خمینی

هیچ روش قطعی و اختصاصی برای درمان این بیماری شناسایی نشده، اما برخی درمان‌های حمایتی مانند: اکسیژن‌درمانی، روی شکم خواباندن، رژیم درمانی و آب درمانی تا حدودی مؤثر هستند. همچنین برخی داروهای ضد ویروس، و داروهایی مانند: استامینوفن، داروهای ضدالتهاب غیراستروئیدی، و در موارد حاد بیماری و بیماران با سطح اکسیژن پایین، بستری بیمار در بخش مراقبت‌های ویژه، استفاده از روش‌های تهویه غیر تهاجمی و تنفس مکانیکی مؤثر هستند. برای این بیماران داروهایی، چون گلوکوکورتیکوئیدها، و دگزامتازون، بر اساس وضعیت بیمار و تشخیص پزشک، تجویز می‌شوند.

### داروهای ضد ویروس
داروهای ضد ویروس، که در مطالعات بالینی اثر بخشی آنها رضایت بخش می‌باشد.
داروی رمدسیویر، دارویی است که گفته می‌شود، قادر به کاهش عوارض ناشی از ابتلا به بیماری کووید-۱۹ است، و به‌صورت اضطراری به تأیید سازمان غذا و داروی آمریکا (FDA) رسیده است.
داروی فاویپیراویر، که در کشور چین برای درمان کووید-۱۹ مورد مطالعه واقع شد، و اثر بخشی آن در مطالعات بالینی، نتایج مثبت در پی داشته است.
سعید نمکی وزیر بهداشت ایران تأکید کرده که «کووید ۱۹ هنوز هیچ داروی مؤثر و قابل اعتمادی در دنیا ندارد، اما برخی پزشکان ایرانی دو داروی رمدسیویر و فاویپیراویر را تجویز می‌کردند.»
او گفته که «روز گذشته این دارو را به اندازه کافی توزیع کردیم و هفته آینده نخستین تولید ملی این دارو هم عرضه خواهد شد، و بنابراین کمبودی در این زمینه نخواهیم داشت. با اینکه ممکن است رمدسیویر به بهبود بیماران کمک، و احتمال نیاز به بخش مراقبت‌های ویژه را بسیار کم کند، مطالعات به روشنی نشان نداده‌اند، که این دارو می‌تواند از مرگ بر اثر کرونا هم جلوگیری کند.»

### ادعای درمان توسط داروی ایدز
طی بررسی‌های علمی و پزشکی، دانشمندان و محققان چینی و ژاپنی، به این نتیجه رسیدند، که داروهای مقابله با ویروس ایدز نظیر: لوپیناویر، /ریتوناویر، برای درمان و جلوگیری از پیشروی کروناویروس، و حتی درمان این بیماری توانسته مفید باشد، و تاکنون بسیاری از بیماران از طریق استفاده از این داروها نجات یافته‌اند، و در مجموع شواهد نشان داده، که داروهای ضد عفونت ویروسی توانسته جان بسیاری از مبتلایان به کروناویروس را نجات بخشد.

### درمان با پلاسما
در حال حاضر یکی از روش‌های نجات افراد مبتلا به کووید ۱۹، استفاده از پلاسمای خون کسانی است، که از این بیماری شفا یافته‌اند. در یک طرح درمانی-تحقیقی که توسط FDA مجاز شده است، این روش مورد استفاده قرار گرفته، و طی آن پزشکان امیدوارند با انتقال پلاسمای بیماران بهبودیافته از کووید۱۹ به بیمارانی که حالشان همچنان وخیم است، از سپر دفاعی که سیستم ایمنی بدن بهبودیافتگان در برابر ویروس کرونا تولید کرده برای کمک به بهبودی بیماران فعلی استفاده کنند.
استفاده از این روش در ایران از روزهای آغازین همه‌گیری ویروس در اسفند ۱۳۹۸ آغاز گردید، و در بیمارستان بقیةالله و بیمارستان دکتر مسیح دانشوری دنبال گردید. ۷ اسفند ماه از داوطلبان خواسته شد با بیمارستان بقیةالله تهران تماس بگیرند.تا کنون ۲۰۰ بیمار ایرانی به این روش بهبود یافته‌اند و از ۹ فروردین ۱۳۹۹ رسماً استفاده از این روش آغاز شده است.

### سلول درمانی
یکی از مشخصه‌های بیماری کرونا، واکنش شدید سیستم ایمنی بوده، که این واکنش باعث تخریب بافت ریه، و در نهایت گسترش عفونت می‌شود. در بیماران درگیر عفونت کرونا حجم بالایی از فاکتورهای التهابی ایجاد شده، و در نهایت فرایندی به نام طوفان سایتوکاینی رخ می‌دهد. یکی از رویکردهای درمانی، که ممکن است به درمان بیماری کرونا منجز شود؛ استفاده از خاصیت تنظیم کنندگی یا التهاب سلول‌هایی مانند: سلول‌های مزانشیمی، برای درمان در فاز حال بیماری کرونا است. احتمالاً درمان توسط سلول‌های بنیادی مزانشیمی بتواند موجب، فرو نشستن طوفان سایتوکاینی و بهبود وضعیت بیمار مبتلا به کرونا شود. بر اساس این فرضه نزدیک به صد کارآزمایی بالینی انجام شده، یا درحال انجام است. این فرایند هم‌اکنون در فاز تحقیقاتی بوده و تا تبدیل شدن به یک روش درمانی فاصله زیادی دارد.
مسعود سلیمانی از محققان نخبه ایرانی در حوزه هماتولوژی، و سلول‌های بنیادی اعلام کرد: «بنده به همراه یک تیم تحقیقاتی با استفاده از سلول‌های بنیادی مزانشیمی به دنبال تعدیل پاسخ ایمنی بدن در بیماران کرونایی هستیم؛ بنابراین تأکید می‌کنم که این یک روش درمانی-تحقیقاتی است… این تحقیق تحت نظارت و حمایت معاونت تحقیقات وزارت بهداشت در دو بیمارستان شریعتی و مسیح دانشوری در حال اجرا است، نتایج فاز اول کارآزمایی بالینی آن به زودی توسط وزارت بهداشت و درمان اعلام می‌شود.»
روسیه نخستین کشوری است، که رسماً نخستین واکسن کرونا را به نام خود ثبت کرده است. از نظر برخی محققان اما این امر بسیار شتاب‌زده بوده و نتایج آزمایش آن هنوز مشخص نیست. پوتین فرمان داد تا این واکسن مورد استفاده همگان قرار گیرد. رسانه‌های روسی نام واکسن روسی هستند.

### درمان و پیشگیری با استفاده از بخور سرکه سیب
تحقیقات منتشر شده نتایج قابل توجه ایی در زمینه استفاده از عصاره سیب که تأثیر گزاری آن به جهت وجود اسیدها می‌باشد را نشان داده است.

## پیش‌آگهی
نخستین قربانی این ویروس جدید در خارج از چین، در شهر مانیل فیلیپین که یک شهروند اهل ووهان چین بود (مرکز استان هوبئی) نیز در ۱۳ بهمن ماه ۱۳۹۸ ثبت گردید. در تاریخ ۱۶ بهمن ۱۳۹۸ بر اثر ابتلای یک نوزاد در چین به ویروس جدید کرونا سی ساعت بعد از تولد گزارش گردید. این نوزاد کم‌سن‌ترین فرد مبتلا به این بیماری ویروسی بوده است. به دلایل نامشخص کودکان به ندرت مبتلا به این ویروس می‌شوند. مطابق با گزارش‌های منتشر شده در تاریخ ۲۰ بهمن ۱۳۹۸ آمار مرگ توسط ویروس کرونا از میزان تلفات ویروس سارس در سال ۲۰۰۳ عبور کرد و به ۸۰۳ نفر رسید. از این مجموع یک نفر در هنگ کنگ، یک نفر در فیلیپین و باقی در چین بوده است. تلفات ویروس سارس در سال ۲۰۰۳ بالغ بر ۷۷۴ نفر در ۲۴ کشور جهان بوده است.
تا تاریخ ۲۱ بهمن ۱۳۹۸ ویروس کرونا با گرفتن جان ۹۷ نفر در یک روز، مرگبارترین روز خود را به ثبت رسانده و تعداد کل جان باختگان ویروس کرونا به ۹۰۸ نفر رسید. همچنین آمار مبتلایان به این ویروس از مرز ۴۰ هزار نفر عبور کرد. پایان تعطیلات سال نوی چینی و افزایش ترددهای شهری، دلیل شتاب گرفتن آمار تلفات عنوان شده است. در تاریخ ۲۴ بهمن ۱۳۹۸ در استان هوبیِ چین ۲۴۲ نفر در اثر ابتلا به ویروس کرونا جان باختند که بار دیگر رکورد مرگبارترین روز این ویروس ارتقا یافت. همچنین مبتلایان به این ویروس در استان هوبی در ظرف یک روز به ۱۴ هزار و ۸۴۰ نفر رسید که نشان از جهش نگران کننده این ویروس است. در تاریخ ۲۸ بهمن ۱۳۹۸ مقامات چین آمار تلفات ویروس کرونا را نزدیک به ۱۸۰۰ نفر و مبتلایان به آن را بیش از ۷۰ هزار نفر اعلام نموده‌اند.
در روز ۳۰ بهمن ۱۳۹۸ برای نخستین بار در ایران، دو مورد احتمالی ابتلا به ویروس کرونا در شهر قم مشاهده و آزمایش‌های تکمیلی جهت بررسی نهایی آن آغاز گردید. در همین راستا گروه‌های شناسایی و مدیریت بیماریهای واگیر و تیم‌های واکنش سریع در این شهر مستقر شده‌اند. ساعتی بعد مرگ هر دو نفر از سوی وزارت بهداشت تأیید شد. در روز ۰۲ اسفند ۱۳۹۸ شمار قربانیان ویروس کرونا در ایران به ۴ نفر و مبتلایان به ۱۸ نفر رسید. همچنین ۷۳۵ نفر به ظن داشتن نشان‌های بیماری تحت قرنطینه قرار گرفته‌اند. همچنین در این روز آمار قربانیان ویروس کرونا به ۲۲۳۳ نفر رسید و تعداد مبتلایان به این بیماری از مرز ۸۰ هزار نفر عبور کرد. تعداد تلفات این بیماری طی این روز در چین ۱۱۸ نفر بوده و طبقه گزارش‌های دریافت شده بیماری به کلیساها و زندان‌ها هم رسیده است.
در روز ۵ اسفند ۱۳۹۸ شمار قربانیان ویروس کرونا در چین ۲۵۹۲ رسید. تعداد تلافات گزارش شده در سرزمین‌های اصلی چین در این روز ۱۵۰ نفر بوده است. همچنین شمار مبتلایان در چین به کرونا ۷۷۱۵۰ نفر برآورد شده است. علاوه بر این تا روز ۵ اسفند مرگ دسته کم ۱۲ نفر توسط مقامات رسمی در ایران بر اثر بیماری کووید-۱۹ مورد تأیید قرار گرفته است که این آمار، ایران را در رتبه دوم بعد از چین به لحاظ تعداد تلفات ناشی از شیوع کرونا قرار می‌دهد. همچنین تعداد مبتلایان در ایران ۴۷ نفر گزارش شده‌اند. در روز ۷ اسفند ۱۳۹۸ مطابق با اطلاعیه رسمی وزارت بهداشت ایران تعداد جان باختگان بر سر ابتلا به بیماری کووید-۱۹ در این کشور ۱۹ نفر، و تعداد مبتلایان ۱۳۹ نفر است. بر اساس بررسی بیماران در بیمارستان جین‌یین‌تان در شهر ووهان، بیش از نیمی از مبتلایان در این بیمارستان بین ۴۰ تا ۵۹ و ده درصد کمتر از ۳۹ سال داشتند و موارد بیماری در کودکان نادر بوده است.
در پژوهش مهمی که در تاریخ ۱۴ مه ۲۰۲۰ (۲۵ اردیبهشت ۱۳۹۹) در مجلهٔ «هوش مصنوعی نیچر» منتشر شد، پژوهشگران با استفاده از ۳ نشانگر زیستی توانستند احتمال مرگ در بیماران مبتلا به نوع شدیدِ کووید-۱۹ را با دقت ۹۰٪، از ۱۰ روز پیش از وقوع آن، پیش‌بینی کنند. پژوهشگران با آنالیز دقیق نشانگرهای زیستی خون در ۴۸۵ بیمار و همچنین بررسی مشکلات و عوارض کلیوی، قلبی و خونی این بیماران، و داده‌کاوی با یادگیری ماشین، به این نتیجه رسیدند که خطر مرگ ناشی از کروناویروس، در صورت بالا بودن سه شاخصه زیر به‌طور همزمان، بیشتر است و این بیماران نیازمند مراقبت‌های پزشکی بیشتر و دقیق‌تری هستند:
1. لاکتات دهیدروژناز، که نشان‌دهندهٔ آسیب ریوی شدید و تخریب بافت آن در اثر سینه‌پهلو است.
2. لنفوپنی یا کم بودن لنفوسیت‌ها
3. سی‌آرپی با حساسیت بالا که به آن «hs-CRP» می‌گویند و نشان‌دهندهٔ التهاب در بافت ریه‌هاست.

## نامگذاری
با عبور تلفات ویروس کرونا از مرز ۱۰۰۰ نفر سازمان بهداشت جهانی برای بیماری ناشی آن نام رسمی کووید-۱۹ (19-COVID) را که اشاره‌ای دارد به کرونا، ویروس، بیماری و سال ۲۰۱۹ انتخاب نمود.

## تأثیر بر اقتصاد جهان
بزرگ‌ترین نمایشگاه تلفن‌های همراه، همایش جهانی گوشی همراه، که قرار بود در شهر بارسلون اسپانیا برگزار شود، به خاطر نگرانی از ویروس کرونا لغو شد. روز سه شنبه، ۲۹ بهمن ۱۳۹۸، شرکت اپل، تولیدکننده تلفن‌های همراه، گفت که اختلال در فعالیت‌های اقتصادی در چین به کاهش تولید، و عرضه محصولات این کشور و پائین رفت سود منجر خواهد شد. بخش قابل توجهی از محصولات اپل در واحدهای تولیدی این شرکت در چین تولید می‌شود. همچنین شرکت هواپیمایی سنگاپور گفته است، که به دلیل افت تقاضا برای سفرهای هوایی به دلیل شیوع این بیماری، برنامه‌های پرواز خود را در سراسر جهان و به خصوص در منطقه خاور دور کاهش داده است. شیوع کرونا در ایران باعث شد تا کشورهای عراق، ترکیه، قزاقستان، افغانستان، پاکستان، ترکمنستان، اردن و کویت مرزهای خود را به روی ایران ببندند.
یکی از بزرگ‌ترین فاجعه‌های اقتصادی در زمان کرونا برای ایران کشتار جوجه‌های ۱ روزه است که حدود نیم میلیون جوجه در اوایل فروردین سال ۱۳۹۹ زنده به گور شدند. هم چنین کشتن بیش از۱۷میلیون راسو در کشور دانمارک.